# Hope There's Someone
Hope There's Someone è un EP del gruppo musicale Antony and the Johnsons, pubblicato nel 2005.

## Tracce
1. Hope There's Someone
2. Frankenstein
3. Just One Star
4. Hope There's Someone (video)